# Portrait of an Artist (Pool with Two Figures)
Portrait of an Artist (Pool with Two Figures) (deutsch: Porträt eines Künstlers – Pool mit zwei Figuren) ist ein in Acrylfarbe auf Leinwand gemaltes Bild des britischen Malers David Hockney. Das 213,5 cm hohe und 305 cm breite Gemälde gehört zu den Hauptwerken des Malers aus seiner frühen Werkphase. Im Bild zeigt Hockney einen Swimmingpool vor südfranzösischer Landschaft, an dessen Rand der Künstler Peter Schlesinger steht und einen unter Wasser schwimmenden Mann beobachtet. Das Werk markiert das Ende von Hockneys fünfjähriger Beziehung mit Schlesinger, der zuvor sein Liebhaber und seine Muse war. Die Entstehung des Bildes ist durch Fotografien, Aussagen der Beteiligten und durch einen Kinofilm dokumentiert. Das Gemälde befindet sich in einer Privatsammlung.

## Bildbeschreibung
Im Gemälde Portrait of an Artist (Pool with Two Figures) sind die beiden Genre Porträt- und Landschaftsmalerei miteinander verbunden. Es zeigt in leuchtenden Farben eine Szenerie vor mediterraner Kulisse an einem Sommertag. Im unteren Bildteil ist ein rechteckiger, mit Wasser gefüllter Swimmingpool zu sehen, der vom unteren und linken Bildrand beschnitten wird. Hockney hat das Wasser in unterschiedlichen Blautönen gemalt und dabei versucht, die Lichteffekte im Pool wiederzugeben. Gekrümmte weiße Linien geben hierbei die Bewegungen des Wassers wieder. Der Pool ist von einer terrassenartigen Fläche umgeben, die bis zum rechten Bildrand reicht. An der Innenseite des Beckens sind dunkelbraune Kacheln erkennbar, die Fläche um den Pool ist mit hellen Steinplatten gepflastert. Die eckigen Formen des Pools, der Kacheln und Steinplatten ergeben ein ordnendes Netz aus horizontalen und vertikalen Linien.
Zwei Personen bevölkern die Szenerie und fügen sich in das Liniennetz ein: Im Pool schwimmt ein mit weißer Badehose bekleideter Mann unter Wasser auf den rechten Beckenrand zu und unterstreicht dabei die Horizontale, während als vertikale Figur die zweite Person bekleidet am Rand des Beckens steht und auf den Pool herabschaut. Der Mann im Becken schwimmt mit dem Kopf nach unten, sodass neben seinem hellen Inkarnat lediglich das schulterlange bräunliche Haar seine äußere Erscheinung kennzeichnet. Die zweite Person ist Peter Schlesinger, Hockneys langjähriger Liebhaber und seine Muse. Er ist von der Seite zu sehen, sodass das Gesicht im Profil erscheint. Sein Teint ist leicht gebräunt, das volle blonde Haar verdeckt größtenteils die Ohren. Im Gegensatz zum Schwimmer ist Schlesinger voll bekleidet. Er trägt ein rotes Jacket, darunter ein lilafarbenes Hemd und ein weißes T-Shirt, dazu eine weiße Hose und braune Halbschuhe. Seine Figur wirft einen nach rechts unten reichenden Schatten auf den Boden.
Im oberen Bildteil erscheint als Hintergrund eine Landschaft aus verschiedenen Hügeln, deren aufsteigende schräge Linien sich vom Liniennetz des Vordergrundes absetzen. Während in der Nähe noch verschiedene Baumarten in grün und ocker erkennbar sind, erscheinen die Hügel insgesamt als vereinfachte Formen. Die rahmenden Hügel links und rechts sind in grün gehalten, während dazwischen in der Ferne weitere Hügel als bläuliche Silhouette erscheinen. Obwohl Teile des Gemäldes sehr naturgetreu wirken, ist es in anderen Bereichen „sorgfältig schematisiert, ausgesprochen künstlich“.
Die Atmosphäre wirkt zwar allgemein eher harmonisch und friedlich, die Person Peter Schlesingers gibt jedoch Rätsel auf. Es bleibt unklar, warum er angezogen am Schwimmbecken erscheint, in welcher Beziehung er zum Schwimmer im Becken steht und welche Bedeutung sich hinter seinem ausdruckslosen Blick nach unten verbirgt. Obwohl der Titel Portrait of an Artist als ein Hinweis auf Schlesingers Künstlerberuf gelesen werden kann, stellte Hockney seinen Freund in diesem Bild ohne jedes Requisit dar, das ihn als bildenden Künstler charakterisiert. Verschiedene Autoren kamen daher zu der Überlegung, der Künstler im Bildtitel sei Hockney selbst, im Gemälde metonymisch vertreten durch den Swimmingpool, ein für den Künstler ikonografisches Motiv. Hockney hat das Gemälde weder signiert noch datiert.

## Hockney in Kalifornien – erste Swimmingpool-Bilder entstehen
Der 1937 im nordenglischen Bradford geborene Hockney studierte Kunst am Royal College of Art in London und schloss sein Studium 1962 mit Auszeichnung ab. 1964 besuchte er Los Angeles und ließ sich dort im selben Jahr nieder. Zeitgleich begann er mit Acrylfarbe zu malen und veränderte seinen Stil von einer bisher eher expressionistischen Malweise, hin zu einer mehr dem Realismus verpflichteten Darstellung. Zudem arbeitete er erstmals mit Polaroid–Sofortbildkameras. Die Fotografien dienten in dieser Zeit als Vorlage für seine Gemälde, Jahre später entstanden Fotocollagen als eigenständige Kunstwerke in Hockneys Œuvre. 1966 lernte er den 18-jährigen Kunststudenten Peter Schlesinger kennen und begann eine Liebesbeziehung mit ihm. Beide lebten fortan zusammen, zunächst in Kalifornien, später auch in London. Schlesinger wurde Hockneys Muse und diente in der Folgezeit häufig als Modell für seine Werke.
Seit Mitte der 1960er Jahre arbeitete Hockney wiederholt an Bildern, in denen ein Swimmingpool eine wichtige Rolle spielt. Hierzu gehört das 1966 entstandene Gemälde Peter Getting Out of Nick’s Pool, das den nackten Peter Schlesinger beim Verlassen eines Pools zeigt. Hockney erhielt für das Gemälde im Folgejahr den Preis der John Moores Liverpool Exhibition, 1968 wurde es für die Walker Art Gallery in Liverpool angekauft. Der Erfolg des Bildes trug wesentlich dazu bei, Hockneys Bilder aus Kalifornien einem breiten Publikum bekannt zu machen.
Bei seinen Bildmotiven mit Schwimmern griff Hockney auf das in der Kunstgeschichte seit der Renaissance geläufige Thema der Badenden zurück. Bekannte Beispiele wie Eine Frau badet im Fluss (Hendrickje Stoffels) von Rembrandt van Rijn, Die großen Badenden von Paul Cézanne oder Badende in Asnières von Georges Seurat kannte Hockney von seinen Besuchen in der Londoner National Gallery. Der Kunstkritiker Christopher Knight wies darauf hin, dass Badende als Symbol für ein verlorenes, pastorales Arkadien voller Frieden und Harmonie gelesen werden können, die im Gegensatz zur Welt des Alltags stehen.
Zu den bekanntesten Arbeiten mit Swimmingpool-Motiv gehört Hockneys 1967 entstandenes Gemälde A Bigger Splash (Tate Gallery, London), ein großformatiges Bild, das einen Swimmingpool mit Wasserspritzer zeigt. Das Bild beschrieb Christopher Knight als „liebevolles Abbild des guten, aber sinnentleerten Lebens unter der Sonne Kaliforniens“. Ein Motiv, „so wie nur ein Ausländer es gemalt haben kann“. Für Knight ist das Swimmingpool-Motiv das Thema, „das man gemeinhin mit David Hockneys Kunstschaffen in Verbindung bringt.“
Obgleich seine Poolbilder vordergründig mit Begriffen wie Freizeit und Wohlstand assoziiert werden, beschäftigten Hockney nach eigener Aussage andere Fragestellungen beim Anblick des Motivs. Er interessierte sich nicht für die Darstellung eines hedonistischen Freizeitvergnügens, sondern ihn reizte das Lichtspiel an der Wasseroberfläche. Hockney merkte hierzu an: „Well, it’s that surface that fascinates me; and that’s what those paintings are about really“ (sinngemäß: Nun, es ist diese Oberfläche, die mich faszinierte, und darum geht es wirklich in diesen Bildern).

## Das Bild einer Trennung – Hintergründe zur Entstehung des Gemäldes
Bei nur wenigen Gemälden Hockneys ist die Entstehungsgeschichte so gut dokumentiert wie bei Portrait of an Artist (Pool with Two Figures). Hierzu gehören Fotografien, die zur Vorbereitung des Gemäldes dienten, und zahlreiche dokumentierte Aussagen von Personen, die an der Entstehung des Bildes beteiligt waren, einschließlich Äußerungen von Hockney selbst. Darüber hinaus drehte der Regisseur Jack Hazan in der Zeit von 1970 bis 1973 über Hockney eine halbdokumentarische Filmbiografie, die mit dem Titel A Bigger Splash in die Kinos kam. Der Film zeigt ein Porträt von Hockney als Person und als Künstler sowie die Schilderung seines Umfeldes. Hierbei mischen sich reale Begebenheiten mit fiktionalen Sequenzen. Auch wenn der Titel von Hockneys gleichnamigem Gemälde von 1967 übernommen wurde, spielt dieses Bild im Film eine nachgeordnete Rolle. Stattdessen wird die Entstehung von Portrait of an Artist (Pool with Two Figures) gezeigt, die sich wie ein roter Faden durch den Film zieht.
Nachdem es seit einiger Zeit zunehmend Spannungen zwischen Hockney und Peter Schlesinger gab, kam es im Sommer 1971 während eines Ferienaufenthaltes in Cadaqués zu einem heftigen Streit, der zur endgültigen Trennung des Paares führte. Hockney, der danach sehr unter Liebeskummer litt, beschrieb seine Situation später: „It was very traumatic for me“, “I’d never been through anything like that. I was miserable, very, very unhappy.” (Sinngemäß: „Es war sehr traumatisch für mich“, „Ich hatte so etwas noch nie erlebt. Ich war elend, sehr, sehr unglücklich“). Trotz dieser emotionalen Krise arbeitete Hockney zu dieser Zeit sehr intensiv, teilweise bis zu 15 Stunden am Tag. Er selbst sprach davon, dass er nur noch arbeiten wollte und sich sehr einsam fühlte. Hockney arbeitete im Sommer 1971 an einer Reihe von Bildern wie Still life on a Glass Table, French Shop, Beach Umbrella und Rubber Ring Floating in a Swimming Pool. Zwei Bilder dieser Zeit deuten auf die Entfremdung zwischen Hockney und Schlesinger hin. In Sur la terrasse porträtierte Hockney seinen Freund Schlesinger während eines Aufenthaltes in Marokko. Schlesinger wird hier vom Betrachter abgewandt in Rückenansicht gezeigt, während er in die ferne Landschaft blickt. Im Gemälde Pool and Steps, Le Nid du Duc ist Schlesinger als Person abwesend, lediglich seine am Rand des Pools abgestellten Sandalen sind zu sehen.  Derselbe Swimmingpool ist später Schauplatz von Portrait of an Artist (Pool with Two Figures), mit dem Hockney im September 1971 begann.
Die Idee zu Portrait of an Artist (Pool with Two Figures) entstand eher zufällig. Zu dem Gemälde wurde Hockney durch zwei auf dem Fußboden unabsichtlich nebeneinander liegenden Fotografien inspiriert, eines mit einem Schwimmer in einem Swimmingpool, das andere mit einer stehenden Person, die nach unten schaut. Die Fotografien entstanden 1966 in Los Angeles und standen zuvor in keinem Zusammenhang. Hockney hatte den Gedanken, der nach unten blickende Mann könnte den Schwimmer im Becken beobachten. Die Rolle als stehende Figur am Swimmingpool sollte im Gemälde Schlesinger übernehmen. Die Autoren Marco Livingstone und Kay Haymer merkten hierzu an, dass der im Gemälde auf Schlesinger zuschwimmende junge Mann für die verlorene Liebe und den Wunsch seines Freundes nach einem neuen Partner stehen könnte.
In der ursprünglichen Komposition waren die Beckenkanten nicht parallel zu den Bildrändern, sondern als Diagonalen konzipiert und Peter Schlesinger erschien nicht im Profil, sondern war leicht zum Betrachter gedreht. Beim Hintergrundmotiv probierte Hockney zwischenzeitlich, statt der Landschaft, eine Mauer und dann eine Glaswand aus. Er arbeitete außergewöhnlich lang an der Komposition und war dennoch unzufrieden mit dem Bild. Nach sechs Monaten verwarf er schließlich die Komposition. Hockney unternahm zunächst mit dem befreundeten Künstler Mark Lancaster eine ausgedehnte Reise nach Hawaii, Japan und Südostasien. Schließlich entschied sich Hockney im Frühjahr 1972 das Bild neu zu malen und dabei den Winkel des Pools zu ändern.
Zur Vorbereitung der neuen Komposition reiste Hockney Anfang April 1972 mit seinem Atelierassistenten Mo McDermott und dem jungen Fotografen John St. Clair nach La Garde-Freinet in Südfrankreich. Dort fand er auf dem Anwesen Le Nid du Duc des Regisseurs Tony Richardson den für sein Gemälde idealen Swimmingpool, eine passende Landschaft und das richtige Licht. Hockney fotografierte hier die beiden Begleiter am beziehungsweise im Pool. Während sich Mo McDermott stellvertretend für Peter Schlesinger neben den Pool stellte, war es die Aufgabe von John St. Clair, immer wieder in den Pool zu springen und dort in unterschiedlichen Geschwindigkeiten verschiedene Schwimmbewegungen auszuführen. Hiervon entstanden zahlreiche Fotografien. Zurück in London setzte Hockney die Szenerie im Gemälde um. Er war jedoch mit der stehenden Figur unzufrieden. Daraufhin bat er Peter Schlesinger, erneut für ihn Modell zu stehen. Beide verabredeten sich zu Aufnahmen im Park Kensington Gardens, bei denen Hockney seinen Ex-Freund mit roter Jacke und mit Blick nach unten in der gewünschten Haltung fotografierte. Anschließend experimentierte Hockney mit den Aufnahmen im Atelier und setzte schließlich eine Collage aus fünf Fotos zusammen, bei der die Figur Schlesingers den für Hockney zufriedenstellenden Ausdruck erreichte. Hockney schuf die neue Version des Gemäldes in nur zwei Wochen, in denen er nahezu ununterbrochen an dem Bild arbeitete. Er konnte das Bild erst in der Nacht vor dem Versand nach New York fertigstellen, wo es im Mai 1972 in einer Hockney-Ausstellung in der André Emmerich Gallery gezeigt wurde. Später erinnerte sich Hockney: „I must admit I loved working on this painting, working with such intensity; it was marvelous doing it, really thrilling.“ (Sinngemäß: Ich muss zugeben, dass ich an diesem Bild gern gearbeitet habe, es geschah mit solcher Intensität; es zu machen war wunderbar, wirklich aufregend)
Die Autorin Nannette Aldred wies darauf hin, dass Schlesinger zu Beginn der Beziehung mit Hockney häufig nackt dargestellt wurde, während der Maler ihn zum Ende der Beziehung in voller Kleidung porträtierte. Für Aldred stellt Portrait of an Artist (Pool with Two Figures) ein hochemotionales Konversationsstück dar, das sich einreiht in eine Folge von Gemälden wie American Collectors (Fred & Marcia Weismann) (1968), Christopher Isherwood and Don Bachardy (1968), Henry Geldzahler and Christopher Scott (1969) und Mr. an Mrs. Clark and Percy (1970–1971). Aldred hält Portrait of an Artist (Pool with Two Figures) für den Höhepunkt dieser Reihe.

## Provenienz
Hockney übergab das Gemälde Portrait of an Artist (Pool with Two Figures) kurz nach seiner Fertigstellung dem New Yorker Galeristen André Emmerich. Dieser verkaufte das Werk an James Astor und seine Frau, ein in London lebendes Sammlerpaar. Danach war das Gemälde zeitweilig im Angebot der New Yorker Galerien von William Beadleston und später von Stephen Mazoh. 1983 erwarb der Kunstsammler David Geffen das Bild. 1988–1989 war das Gemälde in der großen Hockney-Retrospektive im Los Angeles County Museum of Art, dem Metropolitan Museum of Art in New York und der Tate Gallery in London zu sehen. David Geffen verkaufte das Bild 1995 an den britischen Unternehmer Joe Lewis. Dieser lieh es zur Hockney-Retrospektive aus, die 2017–2018 in der Tate Britain in London, im Centre Georges-Pompidou in Paris und im Metropolitan Museum of Art in New York gezeigt wurde. Aus der Sammlung Lewis kam das Gemälde am 15. November 2018 in der New Yorker Filiale des Auktionshauses Christie’s zur Versteigerung. Bei dieser Gelegenheit ging das Bild für 90.312.500 US-Dollar an einen unbekannten Bieter. Zum Zeitpunkt des Verkaufs war das Gemälde Portrait of an Artist (Pool with Two Figures) das teuerste je versteigerte Kunstwerk eines lebenden Künstlers.